# Montoro (Kampanien)

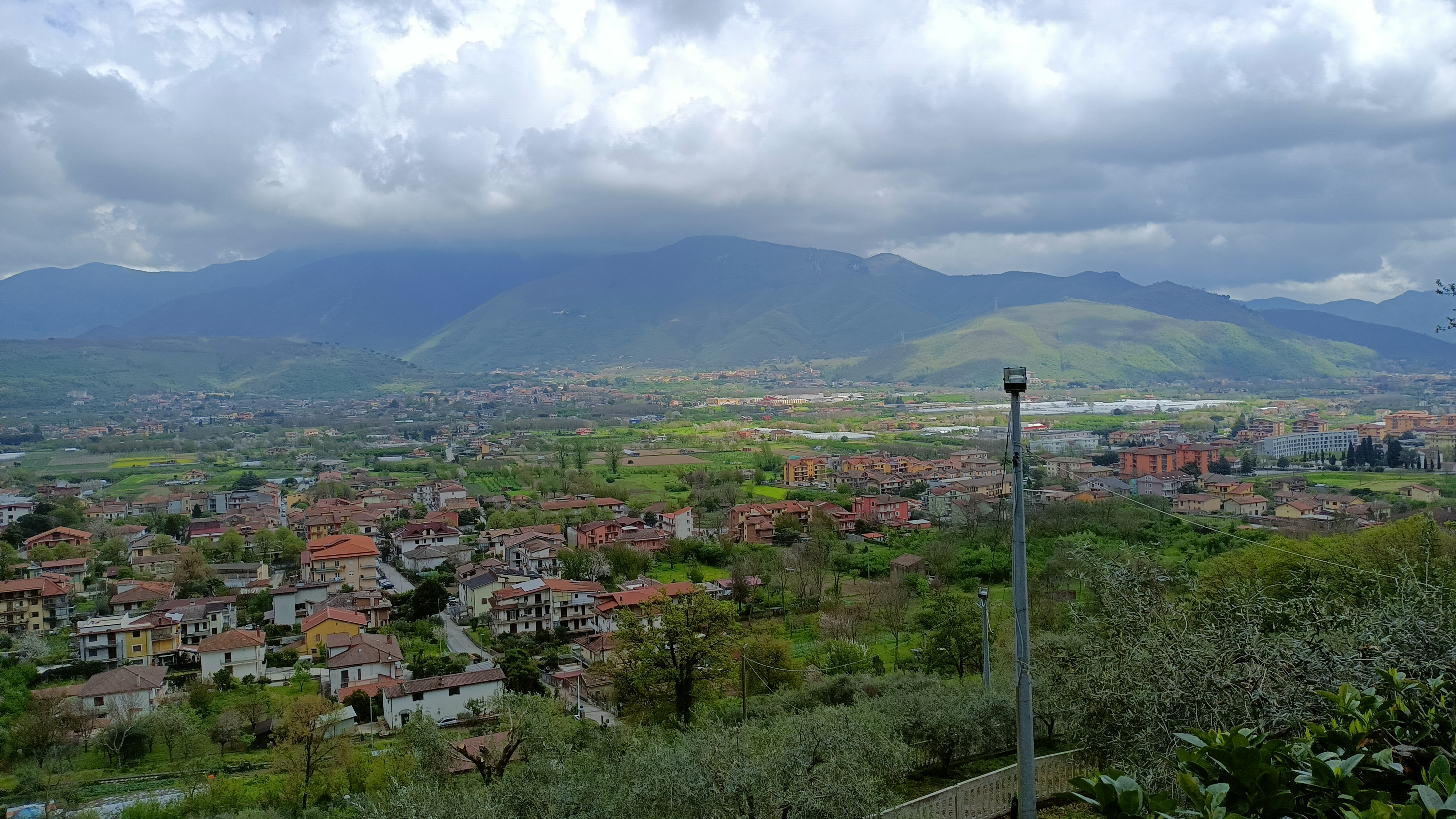
Montoro

Montoro ist eine italienische Gemeinde mit 19.381 Einwohnern (Stand 31. Dezember 2023) in der Provinz Avellino in der Region Kampanien.

## Geographie
Die Nachbargemeinden sind Bracigliano (SA), Calvanico (SA), Contrada, Fisciano (SA), Forino, Mercato San Severino (SA) und Solofra. Weitere Ortsteile sind Aterrana, Banzano, Borgo, Caliano, Chiusa, Figlioli, Misciano, Piano, Piazza di Pandola, Preturo, San Bartolomeo, Sant’Eustachio, San Felice, San Pietro und Torchiati.

## Geschichte
Am 3. Dezember 2013 schloss sich Montoro Inferiore mit Montoro Superiore zur neuen Gemeinde Montoro zusammen.